# Molosmes
Molosmes es una localidad y comuna francesa situada en la región de Borgoña, departamento de Yonne, en el distrito de Avallon y cantón de Tonnerre.

## Demografía
| 680 | 680 | 705 | 685 | 650 | 683 | 666 | 592 | 596 | 605 | 594 | 568 | 552 | 535 | 600 | 481 | 456 | 414 | 410 | 376 | 355 | 349 | 303 | 268 | 243 | 252 | 195 | 222 | 181 | 177 | 171 | 200 | 226 |
| Para los censos de 1962 a 1999 la población legal corresponde a la población sin duplicidades (Fuente: INSEE [Consultar]) |     |     |     |     |     |     |     |     |     |     |     |     |     |     |     |     |     |     |     |     |     |     |     |     |     |     |     |     |     |     |     |     |